# Cerivastatina
La cerivastatina es un medicamento que pertenece al grupo terapéutico de las estatinas. Se utilizaba para disminuir los niveles de colesterol en sangre y prevenir la aparición de enfermedades cardiovasculares como el infarto de miocardio. Es un inhibidor de la HMG-CoA reductasa que fue comercializado por el laboratorio Bayer a finales de la década de 1990 y retirado del mercado en 2001 debido a la aparición de efectos secundarios graves.
Se produjeron 52 muertes por el uso del fármaco, debidas a rabdomiólisis que desencadenó insuficiencia renal.
 El riesgo de que apareciera esta complicación era especialmente alto si el producto se asociaba a otros medicamentos, sobre todo al gemfibrozil y cuando se utilizaban dosis altas de 0.8 mg al día. 
El laboratorio añadió a la ficha técnica la contraindicación sobre la asociación de ambos fármacos 18 meses después de que aparecieran los primeros casos. La frecuencia de aparición de rabdomiólisis mortal con cerivastatina era entre 18 y 80 veces más alta que con otras estatinas. 
Se produjeron también 385 casos de rabdomiólisis no fatal, por lo cual se estableció que la posibilidad de que apareciera esta complicación era considerablemente más alta que con otros medicamentos de su misma familia farmacológica como atorvastatina y simvastatina.